# Аденозинтрифосфатази

Аденозинтрифосфат

Аденозиндифосфат

Аденозинтрифозфатази або АТФ-ази — клас ензимів, які каталізують розклад аденозинтрифосфату (АТФ) на аденозиндифосфат (АДФ) та вільний фосфат-іон. Під час цієї реакції дефосфориляції звільняється енергія, яку ензим (здебільшого) використовує для проведення інших хімічних реакцій, які інакше не були б можливими. Цей процес широко використовується всіма відомими формами життя.
Деякі такі ензими є інтегральними мембранним білками (розміщеними всередині біологічних мембран), і допомагають рухати розчини через мембрану, зазвичай проти градієнту концентрації. Вони називаються трансмембранними АТФ-азами.

## Класифікація
Усі АТФази за особливостями їх будови та механізмів функціонування поділяють на три основні типи:
1. АТФази Р-типу(60-180 кДа)
2. АТФази F-типу (>400 кДа)
3. АТФази V-типу (>400 кДа)

### АТФази Р-типу
Основною і функціональною одиницею АТФази Р-типу є інтегральний мембранний білок, який в еукаріот має молекулярну масу 110 кДа ( виняток - Са2+-АТФазу плазматичних мембран з молекулярною масою 140 кДа). Молекулярна маса прокаріотичних АТФаз Р-типу – 70 кДа.
Поліпептидний ланцюг АТФаз Р-типу, які переносять іони важких металів, утворює 8 трансмембранних фрагментів, із них 6 розташовані в N-кінцевій частині молекули. Відділення цих АТФаз від загальної гілки відбулося на ранній стадії еволюції. Їх відносять до підтипу Ⅰ, інші АТФази цього типу представляють підтип Ⅱ. 
Поліпептидний ланцюг АТФаз Р-типу підтипу Ⅱ еукаріот розташований в мембрані так, що її N- і С-кінцеві фрагменти знаходяться в цитоплазмі. Вона перетинає мембрану 10 разів, формуючи трансмембранні фрагменти в виді α-спіралей. 4 такі фрагменти розташовані в N-кінцевій половині і 6 в С-кінцевій. Трансмембранні фрагменти, які контактують між собою, формують канал, через який проходять катіони. Велика петля між трансмембранними фрагментами М4 і М5 утворює цитоплазматичний домен, який містить близько 50% амінокислотних залишків білка. Тут розташований активний центр, який забезпечує гідроліз АТФ, за рахунок чого відбувається зміна конформації білка, зокрема в області домену, який утворює канал.
Для АТФаз Р-типу характерним є те, що під час функціонування термінальний фосфат АТФ переноситься на карбоксильну групу залишку аспарагінової кислоти у складі активного центру молекули ферменту з утворенням нестійкого фосфоферменту ЕФ; ванадат-іон є специфічним і високоефективним зв'язувачем цієї ділянки АТФази, тобто її інгібітором.
АТФази Р-типу Використовують енергію гідролізу АТФ для транспорту іонів.
Включають:
- Н+-АТФазу (плазматична мембрана грибів, рослин, дріжджів, бактерій),
- Н+/ K+-АТФазу (апікальна мембрана парієтальних клітин),
- Са2+-АТФазу ( ЕПР та плазматична мембрана всіх клітин еукаріот) ,
- Na+/K+-АТФазу (плазматична мембрана вищих еукаріот);

Можуть бути розташовані в плазматичній мембрані і/або в внутрішньоклітинних мембранах.

### АТФази F-типу
Здійснюють синтез АТФ за рахунок руху Н+ за градієнтом концентрації; 
Включають:
- Н+-АТФазу ( плазматична мембрана бактерій),
- Na+/K+-АТФазу ( внутрішня мембрана мітохондрій),
- Н+/K+-АТФазу (тилакоїдна мембрана хлоропластів);

### АТФази V-типу
·       АТФази V-типу  використовують енергію гідролізу АТФ для транспорту Н+; Ці ферменти здійснюють транспорт протонів, а також беруть участь у транспорті аніонів та амінокислот. Під час роботи цих ферментів не утворюється ні проміжного фосфоферменту, ні ковалентного зв’язаного продукту. Інгібіторами АТФаз V-типу є дициклогексилкарбодиімід, нітрати та ціанід калію.
Включають:
- Н+-АТФазу (вакуолярна мембрана рослин),
- Na+/K+-АТФазу ( мембрана ендосом і лізосом тварин),
- Н+/K+-АТФазу (плазматина мембрана клітин, які секретують Н+).